# Висконсин (тауншип, Миннесота)
Висконсин (англ. Wisconsin) — тауншип в округе Джексон, Миннесота, США. На 2000 год его население составило 263 человека.

## География
По данным Бюро переписи населения США площадь тауншипа составляет 92,0 км², из которых 92,0 км² занимает суша, водоёмов нет.

## Демография
По данным переписи населения 2000 года здесь находились 263 человека, 103 домохозяйства и 86 семей.  Плотность населения —  2,9 чел./км².  На территории тауншипа расположено 111 построек со средней плотностью 1,2 построек на один квадратный километр. Расовый состав населения: 99,62 % белых и 0,38 % приходится на две или более других рас. Испанцы или латиноамериканцы любой расы составляли 1,14 % от популяции тауншипа.
Из 103 домохозяйств в 35,9 % воспитывались дети до 18 лет, в 75,7 % проживали супружеские пары, в 2,9 % проживали незамужние женщины и в 16,5 % домохозяйств проживали несемейные люди. 14,6 % домохозяйств состояли из одного человека, при том 2,9 % из — одиноких пожилых людей старше 65 лет. Средний размер домохозяйства — 2,55, а семьи — 2,83 человека.
25,1 % населения — младше 18 лет, 3,8 % — в возрасте от 18 до 24 лет, 31,6 % — от 25 до 44, 23,2 % — от 45 до 64, и 16,3 % — старше 65 лет. Средний возраст — 40 лет. На каждые 100 женщин приходилось 112,1 мужчин.  На каждые 100 женщин старше 18 приходилось 118,9 мужчин.
Средний годовой доход домохозяйства составлял 46 607 долларов, а средний годовой доход семьи —  49 375 долларов. Средний доход мужчин —  31 667  долларов, в то время как у женщин — 20 357. Доход на душу населения составил 16 996 долларов. За чертой бедности не находилась ни одна семья и 1,4 % всего населения тауншипа, из которых 8,2 % старше 65 лет.